# Golubić (Knin)
Golubić falu Horvátországban Šibenik-Knin megyében. Közigazgatásilag Kninhez tartozik.

## Fekvése
Knintől légvonalban 7, közúton 9 km-re északra, Dalmácia északi-középső részén, Bukovica keleti szélén, a Butižnica jobb partja és a 33-as számú főút közelében fekszik.

## Története
A falu már a szláv betelepülés után is létezett. Ezt bizonyítja, hogy a pravoszláv templom közelében ószláv temetőt tártak fel egy 9-10. századi templom maradványaival. Innen származik egy 7. századi arany nyakék is, mely közvetlenül a betelepülés időszakából származik.
A szerbek betelepülése a 16. század elején kezdődött. Knin környékén már 1511-ben nagy számú szerb lakosság érkezett, majd főként Bosznia és Hercegovina területéről 1523 és 1527 között Dalmácia területére is sok szerb települt. A következő századokban a környező falvak lakossága már mind pravoszláv többségű volt. A településnek 1857-ben 1578, 1910-ben 2020 lakosa volt. Az első világháború után előbb a Szerb-Horvát-Szlovén Királyság, majd Jugoszlávia része lett. 1991-ben csaknem teljes lakossága szerb nemzetiségű volt. Lakói még ez évben csatlakoztak a Krajinai Szerb Köztársasághoz. A háború idején itt működött a szerb felkelők egyik legnagyobb katonai tábora. A horvát hadsereg 1995 augusztusában a Vihar hadművelet során foglalta vissza a települést. Szerb lakói nagyrészt elmenekültek, az itt maradtak közül a horvát csapatok sokakat megöltek. A háború után Boszniából menekült horvátokkal telepítették be, így a lakosság etnikai összetétele teljesen megváltozott. Többségét ma már a horvátok alkotják, legnagyobb részük fiatal házaspár és gyermek. Egy házat templom céljára alakítottak át és Szent Illés próféta tiszteletére szentelték fel. A lakosság nagy része ugyanis a Szarajevó melletti Čemerno plébániájáról érkezett, melynek védőszentje Szent Illés volt. A faluban új iskolát és katolikus pasztorális központot is építettek. A településnek 2011-ben 1029 lakosa volt. 2011-ben a pravoszláv templom bejáratánál emlékművet avattak az 1995-ben áldozatul esett polgároknak. Ezt 2013 szeptemberében a 12-ről 13-ra virradó éjszaka ismeretlenek lerombolták.

## Lakosság
| Lakosság változása | Lakosság változása | Lakosság változása | Lakosság változása | Lakosság változása | Lakosság változása | Lakosság változása | Lakosság változása | Lakosság változása | Lakosság változása | Lakosság változása | Lakosság változása | Lakosság változása | Lakosság változása | Lakosság változása | Lakosság változása |
| ------------------ | ------------------ | ------------------ | ------------------ | ------------------ | ------------------ | ------------------ | ------------------ | ------------------ | ------------------ | ------------------ | ------------------ | ------------------ | ------------------ | ------------------ | ------------------ |
| 1857               | 1869               | 1880               | 1890               | 1900               | 1910               | 1921               | 1931               | 1948               | 1953               | 1961               | 1971               | 1981               | 1991               | 2001               | 2011               |
| 1.578              | 1.667              | 1.510              | 1.707              | 1.878              | 2.020              | 1.879              | 2.272              | 2.242              | 2.405              | 2.243              | 1.885              | 1.617              | 1.424              | 654                | 1.029              |

## Nevezetességei
- Szent István vértanú tiszteletére szentelt szerb pravoszláv temploma[6] 1462-ben épült. 1692-ben egy időre a templom volt I. Vaszilij dalmát püspök székhelye. Ikonosztáza a 19. században készült. A szent ünnepén minden év augusztus 15-én vásárt tartanak a faluban, melyre ma is számos innen elszármazott lakos jön el.
- 1931-ben a katolikusok a Šimići településrészen lourdes-i barlangot építettek, mely a II. világháborúban megsérült. 1972-ben felújították. A délszláv háború idején a szerbek elpusztították.
- Védett műemlék a Butišnica-patakon épített kőhíd,[7] mely a Reljani és Jerkovići felé vezető úton található. A híd egyetlen, félköríves nyílással rendelkezik. Kora nem ismert, de kinézete azt mutatja, hogy a híd alaprésze régebbi, míg a felső részek később készültek.
- Egy másik kőhíd áll a Vuković-malom közelében.[8] Az egynyílású híd a 19. században épült, faragott kövekből épített dongaboltozattal rendelkezik. A híd teteje felé az út enyhén lejtős. Mellvédjét később építették, és nincs szerves kapcsolatban a híd törzsével. A hídon korábban kőburkolat volt, ma pedig kövezett a burkolata.
- Ötszáz méterre a Krnjeza-folyó torkolatától, a Krupa folyó szurdokában, a Golubićhoz tartozó Veselinovići alatt található egy gyaloghíd,[9] amelyet a lakosság Kuda hídjának nevez. A Kuda-híd teljes egészében száraz technikával épült, tizenkét travertin boltozatra és három kisebb átereszre osztva. A hossza 109 méter, szélessége 1,5 méter. A 18. és 19. század fordulóján épült, építője egy helyi mester, Jovan Veselinović volt. A történelem során a híd összeköttetés volt Golubić számos falucskája és a Zrmanja folyón fekvő Žegar falu között.
- A falu közelében a Butišnicán vízierőmű működik.
- Védett műemlék a Zelenbab-malom épülete,[10] mely a Butišnica-patakon áll. Az épület földszintje a 17. században épült, míg az emeleti rész 19. századi. A tetőszerkezet nyeregtetős, melyet régen kőlapokkal fedtek, ma cserép borítja.
- A falu messze földön híres volt vöröshagyma termesztéséről.

## Híres emberek
1774-ben érkezett a faluba tanítóként a szerb felvilágosodás egyik jeles képviselője, a neves filozófus Dositej Obradović.

## Fordítás
Ez a szócikk részben vagy egészben  a(z)   Голубић (Книн) című szerb Wikipédia-szócikk ezen változatának fordításán alapul.  Az eredeti cikk szerkesztőit annak laptörténete sorolja fel. Ez a jelzés csupán a megfogalmazás eredetét és a szerzői jogokat jelzi, nem szolgál a cikkben szereplő információk forrásmegjelöléseként.